# Campopleginae
Campopleginae sind eine artenreiche, weltweit verbreitete Unterfamilie der Schlupfwespen, die sowohl in gemäßigten Regionen als auch in den Tropen viele Arten umfasst. Sie sind in den gemäßigten Zonen oft sehr häufig anzutreffen. Weltweit sind mehr als 2800 Arten in 66 Gattungen beschrieben, aber es gibt vermutlich noch unbeschriebene Arten. In Europa sind etwa 800 Arten beschrieben, die in 42 Gattungen eingeteilt werden. In Deutschland sind 498 Arten in 37 Gattungen bekannt.
Manche Arten der Campopleginae sind von Bedeutung in der biologischen Schädlingsbekämpfung.

## Morphologie
Die Campopleginae können von unterschiedlicher Größe sein. Ihre Vorderflügel sind 2 bis 14 mm lang. Viele Arten sind vor allem rot oder rot und schwarz gefärbt, im Gesicht sind relativ dichte silbrige Setae. Der Clypeus ist meist nicht klar vom Gesicht getrennt. Das erste Segment des Metasomas ist als Petiolus ausgeprägt. Die Weibchen haben einen deutlichen Legebohrer, der auch kurz sein kann, fast immer mit einer Kerbe nahe dem Ende. Der Mesothorax hat eine durchgehende Querrunzelung. Vom Habitus sind die Campopleginae den Cremastinae ähnlich, diese sind aber meistens am Kopf und am Mesosoma auch hell gefärbt.

## Lebensweise
Die Campopleginae sind Endoparasiten, die vor allem Larven von Lepidoptera befallen. Die Schlupfwespen legen ihre Eier in jüngere oder auch ältere Raupen, die nicht gleich getötet werden, sondern sich noch weiterentwickeln können. Manche Campopleginae befallen auch Larven von Käfern und Blattwespen. Eine Art von Diadegma scheint in einer terrestrischen Köcherfliege zu parasitieren, eine Art von Nemeritis parasitiert Larven von Kamelhalsfliegen. Manche Arten sind auf ganz bestimmte Wirtsarten angepasst, andere können sich jedoch in verschiedenen Wirten entwickeln. Zum Beispiel in der Gattung Diadegma gibt es Arten, die ganz verschiedene Lepidopteren befallen können.  Die Arten der Gattung Olesicampe entwickeln sich alle in Blattwespen (Pamphilioidea und Tenthredinoidea).

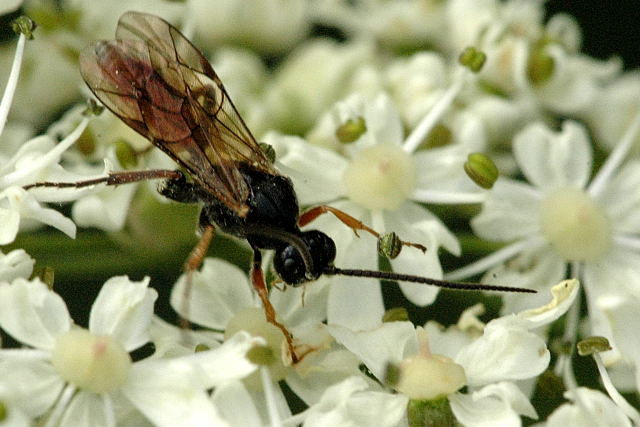
Olesicampe incrassator

Die Campopleginae überwintern meistens in den überwinternden Wirtslarven oder deren Kokonen.

## Biologische Schädlingsbekämpfung

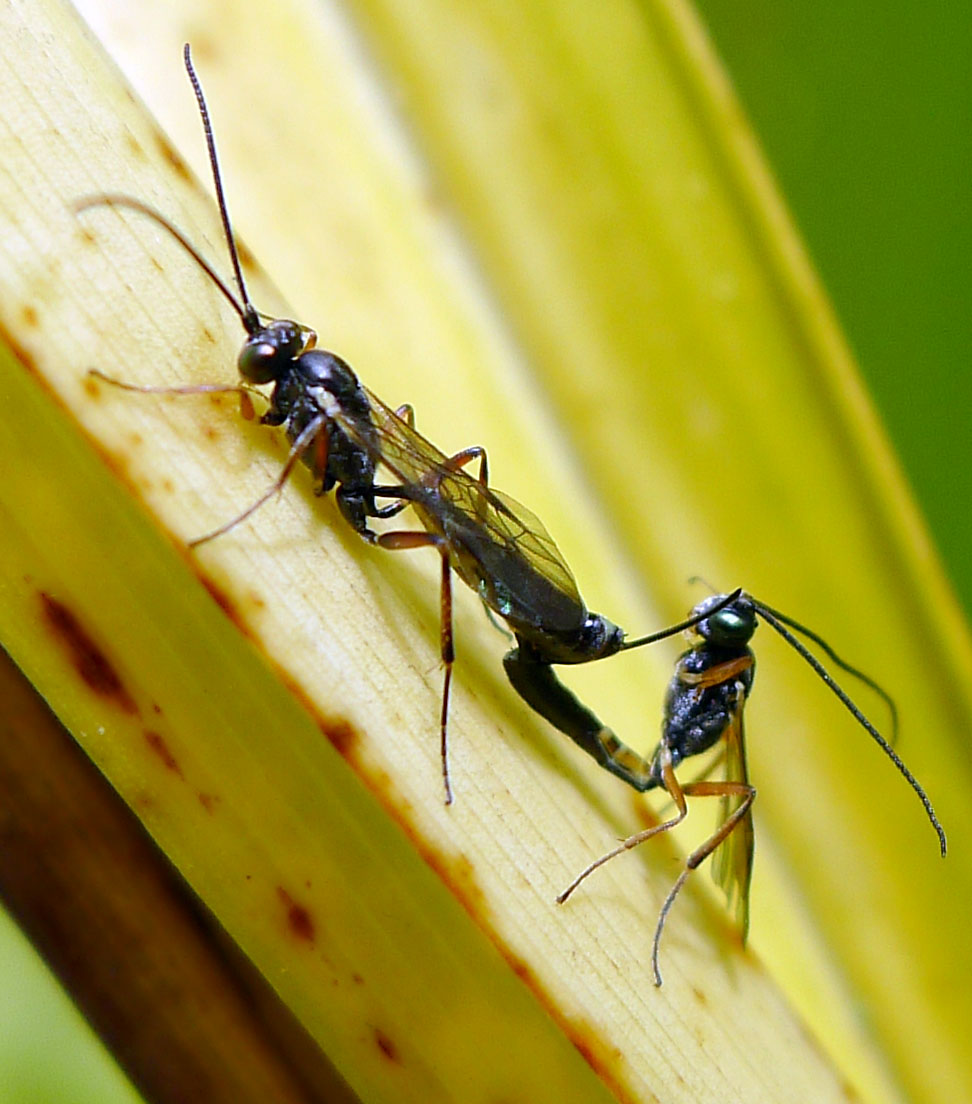
Campoleginae bei der Paarung

Mehrere Arten von Campopleginae werden erfolgreich in der biologischen Schädlingsbekämpfung verwendet. Zum Beispiel wurden Arten der Gattung Olesicampe aus Europa nach Nordamerika gegen die Fichtenblattwespe Pristophora erichsonii eingeführt. Mehrere Arten der Gattung Bathyplectes sind wertvolle Gegenspieler des schädlichen Luzerne-Rüsselkäfers Hypera postica in Nordamerika. Die Art Venturia canescens wird gegen verschiedene Zünsler (Dörrobstmotte, Reismotte, Mehlmotten, Wachsmotten) eingesetzt.

## Polydnaviridae
Bei Campopleginae wurden Polydnaviren nachgewiesen. Sie werden bei der Eiablage auf den Wirt abgegeben. Vermutlich reduzieren die Viren die Immunreaktion der Wirtsinsekten. Diese Viren kommen auch bei Banchinae vor.

## Systematik
Die Campopleginae gehören zu den „höheren Ophioniformes“, sie sind mit den Anomaloninae, Cremastinae und Ophioninae näher verwandt. Vielleicht sind sie die Schwestergruppe der Cremastinae.
Die Campopleginae sind zwar sicher monophyletisch, aber ihre innere Gliederung ist nicht geklärt. Die Systematik dieser Unterfamilie der Schlupfwespen und ihre Gliederung in Gattungen ist unklar, trotz der Artenfülle gibt es keine allgemein akzeptierten Triben. Sehr viele, auch einheimische Arten, sind selbst für Spezialisten nicht zu bestimmen, und es wird davon ausgegangen, dass noch weitere Arten zu beschreiben sind. Es scheint dringend nötig, die größeren Gattungen wie Campoplex, Hyposoter und Olesicampe zu revidieren.

## Einheimische Gattungen
Gattungen, die in Deutschland mit mehreren Arten vorkommen (unvollständige Listung):
- Bathyplectes
- Campoletis – C. zonata
- Campoplex
- Casinaria
- Cymodusa
- Diadegma – D. semiclausum
- Dusona
- Enytus
- Eriborus
- Hyposoter – H. didymator
- Lathrostizus
- Meloboris – M. collector
- Nemeritis
- Nepiesta
- Olesicampe
- Phobocampe
- Rhimphoctona
- Sinophorus
- Tranosema
- Venturia – V. canescens